# La guerra gaucha
La guerra gaucha è il primo libro in prosa dello scrittore argentino Leopoldo Lugones pubblicato nel 1905.

## Trama
La guerra gaucha è un libro di racconti sui guerriglieri gaucho, i quali sotto il comando di Martín Miguel de Güemes combatterono in Spagna durante le Guerre d'indipendenza ispanoamericane tra il 1815 ed il 1825. Essendo scritto in dialetto gaucho, la comprensione risulta difficile per chi non lo conosce. La forza dei racconti e la loro naturalezza epica ha portato il libro ad avere uno straordinario successo. Dal libro è stato realizzato il film omonimo diretto da Lucas Demare, sceneggiatura di Ulisse Petit de Murat e Homero Manzi. Tra i protagonisti vi sono Enrique Muiño, Francisco Petrone ed Àngel Magaña.

## Caratteristiche
Prima di scrivere il libro l'autore si recò nella provincia di Salta per conoscere personalmente i luoghi in cui si svolsero gli scontri e per avere una diretta conoscenza degli avvenimenti grazie ai racconti tramandati oralmente. Per questo motivo il libro è estremamente descrittivo e si concentra sulle caratteristiche paesaggistiche e sulla natura presente nella provincia di Salta.

## Diritti d'autore
Leopoldo Lugones morì nel 1938, motivo per cui la sua opera è di pubblico dominio dal 1º gennaio 2019 (articolo 5 della Legge 11.723).